# 东坑祠
东坑祠，位于中国广东省清远市佛冈县水头镇连瑶村，为清远市佛冈县的一个县级文物保护单位，类型为古建筑，公布时间为1986年7月。
东坑祠的历史年代为清（始建于明）。